# Juan Guillermo Castillo
Juan Guillermo Castillo Iriart (ur. 17 kwietnia 1978 w Montevideo) – urugwajski piłkarz występujący na pozycji bramkarza w chilijskim klubie CSD Colo-Colo.

## Kariera piłkarska

### Klubowa
Juan Guillermo Castillo był w przeszłości zawodnikiem: Defensoru Sporting, Huracánu Buceo, CA Peñarolu i Botafogo. Najdłużej, bo przez 8 sezonów przebywał w Defensorze. Od 2010 roku występuje w Deportivo Cali. Od 2010 roku występuje w CSD Colo-Colo.

### Reprezentacyjna
Vargas w 2007 roku zadebiutował w reprezentacji Urugwaju. W 2007 roku został powołany na Copa América 2007.